# Stephan Parmenius
Stephanus Parmenius, ungarisch Budai Parmenius István (* 1555–1560 in Ofen; † 29. August 1583, Atlantischer Ozean) war ein aus dem heutigen Ungarn gebürtiger Humanist. Er war möglicherweise der erste Ungar, der Nordamerika besuchte, über seine Muttersprache ist jedoch nichts bekannt.
Er studierte wahrscheinlich an der Universität Heidelberg und in Oxford, wo er Humphrey Gilbert kennenlernte. Dieser nahm ihn als Chronist auf eine Forschungsreise in die Neue Welt mit. Diese begann am 11. Juni 1583, Ausgangshafen der kleinen Flottille (bestehend aus den vier Schiffen Raleigh, Delight, Golden Hind, Swallow und Squirrel) war Plymouth. Am 3. August wurde die Küste des heutigen Neufundland erreicht. Auf der Rückfahrt kenterte die Barke Delight, auf der sich Parmenius befand, vor Sable Island. Parmenius war unter den Toten. Sein in lateinischen Versen gehaltener Reisebericht, verfasst als Brief an Richard Hakluyt in Oxford, blieb erhalten.